# Bettina Wilhelm

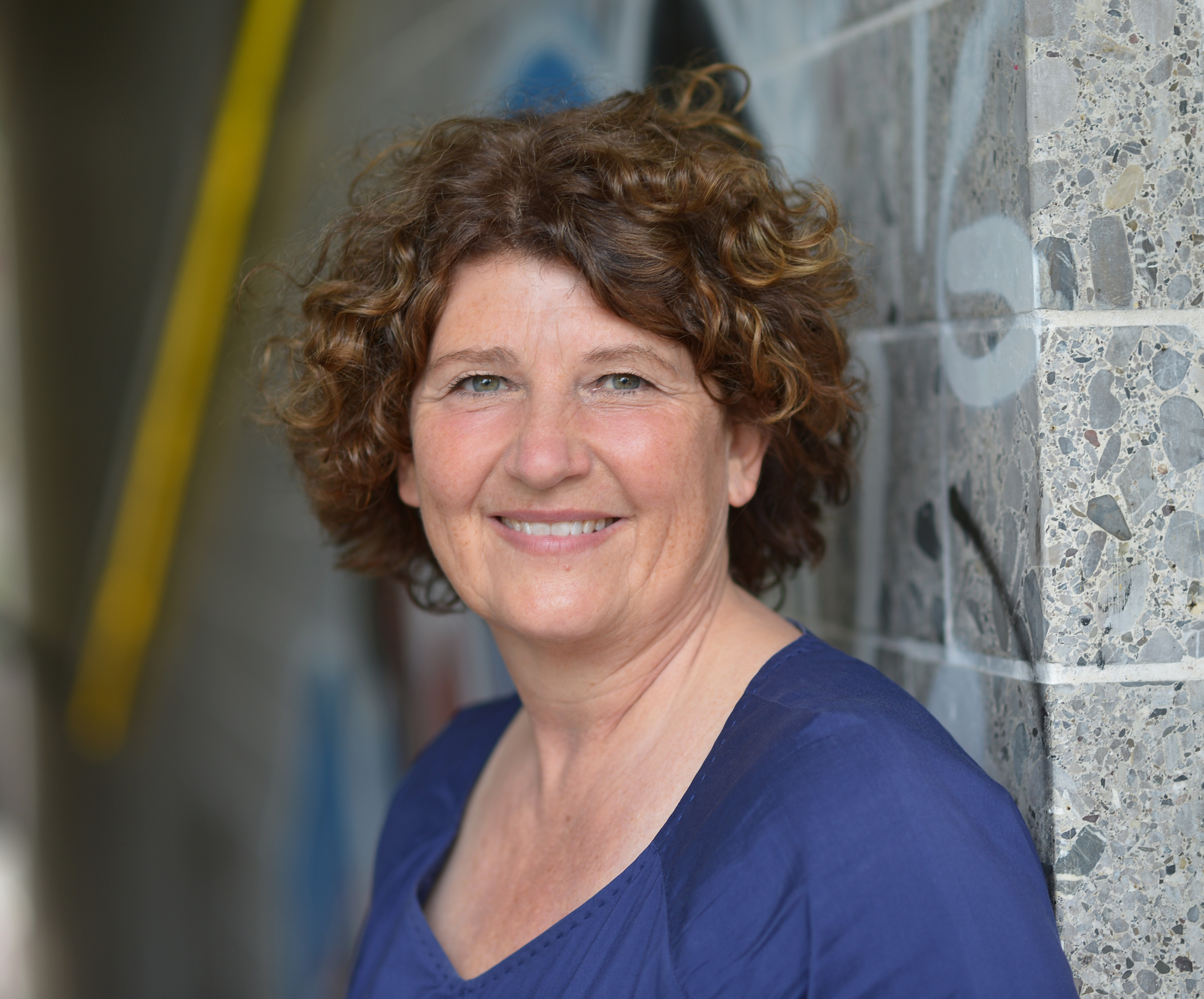
Bettina Wilhelm, 2021

Bettina Wilhelm (* 26. Juli 1964 in Stuttgart) ist seit dem 1. November 2017 Landesbeauftragte für Frauen des Landes Bremen und damit Leiterin der Behörde Bremischen Zentralstelle für die Verwirklichung der Gleichberechtigung der Frau (ZGF). Sie wurde von der Bremischen Bürgerschaft gewählt und nimmt als Landesfrauenbeauftragte an der Staatsrätekonferenz des Senats der Freien Hansestadt Bremen teil.

## Biografie
Wilhelm ist Diplompädagogin, Diplomsozialpädagogin sowie staatlich anerkannte Erzieherin. Von 2009 bis 2017 war sie Erste Bürgermeisterin der Stadt Schwäbisch Hall. Zuvor arbeitete sie unter anderem als kommunale Gleichstellungsbeauftragte der Stadt Ludwigsburg sowie als Leiterin des Geschäftskreises „Kultur und Soziales“ der Stadt Kirchheim unter Teck. Im Jahr 2014 gründete sie gemeinsam mit Frank Mau und dem Chefarzt der Klinik für Kinder und Jugendmedizin, Andreas Holzinger den „beuteltigerstarken“ Förderverein für das Schwäbisch Haller Diak Klinikum. Der Förderverein engagiert sich für die Belange junger Patientinnen und Patienten, deren Eltern und Angehörigen.
Im November 2017 wurde Wilhelm als Nachfolgerin von Ulrike Hauffe Landesfrauenbeauftragte von Bremen und leitet seither die Behörde Bremischen Zentralstelle für die Verwirklichung der Gleichberechtigung der Frau (ZGF).
Seit 2017 ist Wilhelm Aufsichtsratsmitglied der Bremer Straßenbahn AG (BSAG). Seit 2019 ist sie Vorsitzende des Ausschusses für Frauen- und Gleichstellungsangelegenheiten des Deutschen Städtetages. Von 2017 bis zum 10. Oktober 2023 war sie Aufsichtsratsmitglied bei der Flughafen Bremen GmbH.
Aufmerksamkeit erhielt die parteilose Wilhelm, als sie 2012 für die SPD bei der Oberbürgermeisterwahl von Stuttgart kandidierte. Sie unterlag im ersten Wahlgang Fritz Kuhn, der für Bündnis 90/Die Grünen kandidierte.
Wilhelm ist verheiratet und hat zwei erwachsene Töchter.